# Басюк, Виктор Иванович
Басюк Виктор Иванович (род. 7 декабря 1959, Кривой Рог, Днепропетровская область) — украинский музыкант, джазовый тромбонист, руководитель эстрадных и джазовых ансамблей, оркестра. Заслуженный деятель искусств Украины (1999). 

## Биография
Родился 7 декабря 1959 года в городе Кривой Рог Днепропетровской области.
В 1988 году окончил Одесскую консерваторию, класс тромбона.
С 1991 года — руководитель джазового октета, в 1994—1996 и в 1998 году — руководитель ансамбля тромбонистов, биг-бэнда детской музыкальной школы № 10 в городе Кривой Рог.
В 1983—1997 годах играл в диксиленде Александра Гебеля (Кривой Рог). В 1996 году — в джазовом трио с трубачом С. Паркиевым и вокалистом Ю. Зорёй (Кривой Рог), выступал с ними на фестивалях «Джаз-83» (Днепропетровск), «Джаз на Днепре» (1987, Днепропетровск), «Горизонты джаза» (1987—1991, 1993—1996, Кривой Рог), «Метаморфозы джаза» (1995, Киев), на нескольких фестивалях, с концертами в Украине, Дании, Германии, России.
С 1990 года — преподаватель отдела эстрадно-джазового исполнительства Криворожского музыкального училища. С 2000 года работает в Киевской детской академии искусств деканом факультета эстрадного искусства, где основал джазовый оркестр Little Band Academia.

## Награды
- Заслуженный деятель искусств Украины (23 сентября 1999)[1].